# Тимофти, Михаил Васильевич
Михаи́л Васи́льевич Тимо́фти (рум. Mihai Timofti, 19 сентября 1948, Кишинёв — 10 ноября 2023, Кишинёв) — советский и молдавский режиссёр, актёр, музыкант-мультиинструменталист, профессор, сценарист, писатель, композитор, Мастер искусств Молдавии (2007). Он был выдающимся представителем культуры Республики Молдова.

## Биография
- В 1965 году поступил в Народный театр «Контемпоранул» (худ. Руководитель драматург Г. Тимофте), где первый раз вышел на сцену в главной роли в комедии Г. Тимофте «Мечты и неприятности».
- В 1967 году окончил специальную музыкальную школу-десятилетку им. Евгения Коки по классу кларнета и фортепиано. В Москве, на ВФСИ (Всесоюзный фестиваль самодеятельного искусства) - в разделе "Народных Театров", Михаил Тимофти получил две золотые медали, за главную роль в комедии «Мечты и неприятности» и за музыку, написанную к этому спектаклю.
- В 1971 году окончил Государственную консерваторию им. Г. Музическу (факультет режиссуры драмы).
- 1971—1981 — киностудия «Молдова-фильм» — кинорежиссёр и актёр. Отснял около 40 документальных и короткометражных музыкальных фильмов, снялся в фильме Эмиля Лотяну — «Лаутары» в роли проводника Василия[2] (в титрах — М. Тимофте[3]).
- В 1985 году окончил экстерном Ленинградскую государственную консерваторию имени Римского-Корсакова (факультет «режиссура музыкального театра»). (мастерская Станислава Гаудасинского) (актерское мастерство - Ян Фрид).
- 1984—1985 — Оренбургский театр музыкальной комедии — режиссёр. Спектакли: «День рождения кота Леопольда» Б. Савельева (первая постановка в Советском Союзе), «Роз-Мари» Р. Фримля и Г. Стотхарта.
- 1985—1987 — руководитель курса актёров муз. комедии — Кишинёвская ГОС. Консерватория им. Г. Музическу.
- 1986—1988 — Саранский музыкальный театр (Мордовия) — главный режиссёр. Спектакли: «Король Вальса» И. Штрауса, комическая опера «Доротея» Т. Хренникова, «Донна Люция» О. Фельцмана и другие.
- 1989—1990 — Томский музыкальный театр (Томск-7) Спектакли: «Сокровище Капитана Флинта» Б. Савельева, «Доротея» Т. Хренникова и другие.
- 1990 — Национальный театр оперы и балета (Кишинёв). Спектакли: «Гадкий утёнок»[4] И. Ковача[5].
- 1991 — вечер оперетты «Бал — сюрприз» (сценарист и режиссёр).
- 1992 — оперетта «Мадемуазель Нитуш» Эрве (Муз. Театр, Галац, Румыния).
- С 1993 года Михаил Тимофти является гражданином Румынии.
- 1993 — опера «Лючия ди Ламмермур» Доницетти, детская опера — «Питер Пэн».
- 1996 — мюзикл «Рождественская фантазия» (сценарист и режиссёр, совместная постановка Румынии, России, Молдовы).
- 1997 — опера «Кармен» Ж. Бизе.
- 2005 — опера «Аида» Дж. Верди.
- 2006 — оперетта «Летучая мышь» И. Штрауса (англоязычная версия) (режиссёр, актёр — роль Фроша)[6].
- 2012 — театрализованный концерт «Ностальгия по Эминеску» (рум. Dor de Eminescu) (сценарист и режиссёр).
  - Оперетта «Весёлая вдова» Ф. Легар (режиссёр, актёр — роль Негуша)[7].
- 2013 — оперетта «Летучая Мышь» И. Штрауса (румынская версия) (режиссёр, актёр — роль Фроша)[8].
  - Опера «Трубадур» Дж. Верди
- 2014 — мюзикл «Гадкий утёнок» И. Ковача. В этом же году, был снят документальный фильм телевизионным каналом Moldova 1 о Михаиле Тимофти "Портрет во времени" (Михаил Тимофти, Мастер искусств) - режиссером фильма стал Николай (Нику) Скорпан.[9] Премьера фильма состоялась в понедельник, 19 мая в 22:20 по местному времени по телеканалу Moldova 1
- 25 марта 2019 — Получил награду "Евгений Уреке" (рум. Premiul "Eugeniu Ureche") на Галле наград "Союз Театральных Деятелей Республики Молдовы" (СТДРМ рум. UNITEM)[10]
- 26 июля 2020 — На личной Facebook-странице Михаила Тимофти[11] был анонс о написании автобиографической книги "Исповедь"[12]
- 19 августа 2020 — Михаил Тимофти был зарегистрирован на сайте Proza.ru, где опубликованы его произведения.
- В сентябре 2023 написал последнюю новеллу «Судьбоносная любовь».[13]

### Смерть
- 26 октября 2023 М. Тимофти был госпитализирован в больницу «Лечсанупр» Государственной канцелярии Республики Молдова, г. Кишинёв по адресу Друмул Виилор 34, в отделение урологии с приступом почек.
- 1 ноября 2023 (18:35) в тяжелом состоянии (предкомовом) Михаил Васильевич был переведен в Республиканскую больницу (РКБ им. Тимофея Мошняги), где 3 ноября ему была проведена операция для разблокирования почек, но операция была остановлена из-за диффузного кровотечения. Маэстро М. Тимофти впал в глубокую кому (кома 3).
- 10 ноября 2023 в 12:20 — Михаил Тимофти скончался не приходя в сознание в возрасте 75-ти лет. Маэстро был похоронен 13 ноября 2023 на Кладбище Святого Лазаря - квартал: 282; ряд: 39; место: 1а.
- Причина смерти (Официальное заключение на основе документа "Врачебное свидетельство о смерти - М. Тимофти"): 
 I. a) Токсико-септический шок; b) Смешанный сепсис: урогенный, легочный; c) Левосторонний пионефроз. 
II. Мочекаменная болезнь, камни обеих почек.[14]

## Репертуар
(Михаил Тимофти отснял около 40 документальных и короткометражных музыкальных фильмов, ниже перечислены некоторые из них)

### Режиссёрские работы
- Фильм-портрет Вероники Михай «Песни мои»
- Короткометражный музыкальный фильм «Свадебный подарок»
- Короткометражный музыкальный фильм «Молдавские ковры»
- Док. фильм «Начинался поход в Кишиневе»
- Док. фильм «Советская Молдавия №1; №5-6; №8; №9»
- Док. фильм «Депутат райсовета»
- Док. фильм «Солдат ‒ всегда солдат»
- Док. фильм «Светя другим ‒ сгораю сам»
- Док. фильм «Осенние ритмы»
- Док. фильм «Истоки»
- Док. фильм «Вернуть человека»
- Док. фильм «Живая и неживая природа родного края», учебный
- Док. фильм «Интенсивные сады Молдавии»
- Док. фильм «Безопасность работ и защита складов химической продукции»
- Док. фильм «Кагульчане»
- Док. фильм «Механизация швейных цехов»
- Док. фильм «Велосипед "Салют"»
- Док. фильм «Трикотажная одежда»
- Док. фильм «Магнитола "Tomi"»
- Драматический спектакль «Макбет» У. Шекспира
- Мюзикл «День рождения кота Леопольда» Б. Савельева (Первая постановка в Советском Союзе)
- Мюзикл «Сокровища Капитана Флинта» Б. Савельева
- Опера «Манон Леско» Дж. Пуччини
- Комическая опера «Доротея» Т. Хренникова
- Оперетта «Король Вальса» И. Штрауса
- Мюзикл «Донна Люция» О. Фельцман
- Оперетта «Сильва» И. Кальмана
- Оперетта «Граф Люксембург» Ф. Легара
- Мюзикл «Гадкий Утёнок» И. Ковача
- Оперетта «Сказка Оловянного Солдатика» Д. Капояну
- Оперетта «Мадемуазель Нитуш» Ф. Эрве
- Мюзикл «Рождественская фантазия» М. Тимофти
- Вечер оперетты «Бал — сюрприз» М. Тимофти
- Детская опера — «Питер Пэн» Л. Профетта
- Опера «Лючия ди Ламмермур» Г. Доницетти
- Оперетта «Роз-Мари» Р. Фримля и Г. Стотхарта
- Опера «Отелло» Дж. Верди
- Театрализованный концерт «В память о Тамаре Алёшиной-Александровой (1928-1996)»
- Опера «Кармен» Ж. Бизе
- Опера «Аида» Дж. Верди
- Оперетта «Летучая мышь» И. Штрауса
- Юбилейный концерт - Иоан Павленко (70 лет)
- Театрализованный концерт «Ностальгия по Эминеску» (рум. Dor de Eminescu) М. Тимофти
- Оперетта «Весёлая вдова» Ф. Легар
- Опера «Трубадур» Дж. Верди

### Актёрские работы
- Мюзикл «Мечты и неприятности» М. Тимофти — Таке
- Драматический спектакль «Сергей Лазо» Г. Тимофте — ординарец
- Драм. спектакль «Жертва» Г. Тимофте — румынский офицер
- Драм. спектакль «Шумная Любовь» Г. Тимофте — Николай
- Фильм «Лаутары» Э. Лотяну — проводник Василий
- Водевиль «Сватовство гусара» — Гусар
- Драм. спектакль «Смерть Фёдора Иоановича» — Боярин Клешнин
- Драм. спектакль «Мёртвые души» Н. Гоголя — Ноздрев
- Драм. спектакль «Макбет» У. Шекспира — Макбет
- Мюзикл «День рождения кота Леопольда» Б. Савельева — Кот Леопольд
- Оперетта «Летучая мышь» И. Штрауса — Фрош
- Оперетта «Весёлая вдова» Ф. Легар — Негуш

### Сценарии
- Фильм-портрет Вероники Михай «Песни мои»
- Короткометражный музыкальный фильм «Свадебный подарок»
- Короткометражный музыкальный фильм «Молдавские ковры»
- Мюзикл «Рождественская фантазия»
- Вечер оперетты «Бал — сюрприз»
- Театрализованный концерт «Ностальгия по Эминеску» (рум. Dor de Eminescu)

### Проза
- Новелла «Встреча»[15]
- Новелла «Исток»[16]
- Новелла «Рояль»
- Новелла «Судьба»[17]
- Новелла «Влюбленные странники»[18]
- Новелла «М А М А»[19]
- Новелла «Судьбоносная любовь» [20]

### Композиторские работы
- Мюзикл «Мечты и неприятности»

## Инструменты
Михаил владел разными духовыми инструментами:
- Флейта
- Флейта-пикколо
- Труба
- Кларнет
- Саксофон

## Гастроли
Михаил Тимофти гастролировал в таких странах, как Румыния, Россия, Испания, Португалия, Великобритания, Ирландия, Германия, Швейцария.

## Награды
2 золотые медали за главную роль и музыку к спектаклю «Мечты и неприятности» (1967),
Почетное звание Мастер Искусств Молдовы (2007),
Награда «Евгений Уреке» (2019).

## Память
- 18 июня 2024 в память о Михаиле Васильевиче Тимофти были созданы стикеры (60+ шт.) для популярных мессенджеров Telegram[25] и Viber (3 пака)[26][27][28], отражающие его творческое наследие и значимость.
- В октябре 2024 года были созданы две работы (портреты как произведения искусства) "В память Маэстро М. Тимофти" художником Юрия Брашовяну. Также на них размещены две цитаты Михаила Васильевича Тимофти.[29][30]
- 7 ноября 2024 года Почта Молдовы выпустила маркированную почтовую карточку, посвящённую памяти Михаила Васильевича Тимофти. Карточка была издана в центральном отделении Почты Молдовы (MD-2012) тиражом в 200 экземпляров, а её стоимость составила 12 молдавских леев и карточка также была выставлена на продажу в филателистическом магазине.[31][32][33]
- 10 ноября 2024 года в память о Михаиле Тимофти была выпущена песня на румынском языке. Эта композиция стала музыкальной данью уважения выдающемуся мастеру, подчёркивая его значительный вклад в развитие культуры и искусства.[34][35]
- 14 ноября 2024 года вышла другая песня, но уже на русском языке, посвящённая памяти М. Тимофти. Это перевод первоначального текста песни на румынском языке, но с оригинальной мелодией и более энергичным темпом. Такая музыкальная интерпретация символизирует характер Михаила Тимофти — человека, наполненного жизненной энергией и обладающего ярким чувством юмора.[36][37]
- 20 ноября 2024 года выпустили персонализированную почтовую марку в память маэстро Михаила Тимофти. Почта Молдовы.[38]